# Relics
『relics』（レリクス）はBlu-spec CD2仕様のCD 4枚とBlu-ray Disc 1枚で構成される、2020年1月29日に発売されたSOFT BALLETのボックス・セットである。

## 概要
SOFT BALLETデビュー30周年記念ボックス・セット。4枚のCDには、アルファ期（1989年  - 1992年）、ビクター期（1992年  - 1995年）、再結成ワーナー期（2002年  - 2003年）のメジャー期オールタイムからの選曲をオリジナルマルチテープから新規ミックスを施し収録（エンジニア：杉山勇司）。加えてメジャー・デビュー前の1988年の「TOKIO BANG! (DEMO) 」（アルファ期）と1992年のアルバム『MILLION MIRRORS』のアウトテイク曲「仮題：血管 (MILLION MIRRORS)」（ビクター期）が収録されている。Blu-rayには現存する全ミュージック・ビデオ素材をHDリマスターで画質・音質をUPして収録。同梱ブックレットには書き下ろしライナーノーツ（小野島大・篠崎賢太郎）、歌詞・未公開テイク含む40点超の写真（撮影：北岡一浩）を収載した。

## 音楽性
選曲を担当した篠崎賢太郎（『サウンド&レコーディング・マガジン』編集長）によると、楽曲はタイプにより次の8種類に「ザックリと大別」される。
1. エレクトロニック・ボディ・ミュージック
  - CD1: 1  - 9
2. ハイエナジー/ハウス
  - CD1: 10  - 17
3. デジタル・ハードコア
  - CD2: 1  - 5
4. エキゾチック
  - CD2: 6  - 11
5. ギター・ロック
  - CD2: 12  - 16
6. 幽玄/ピースフル
  - CD3: 1  - 8
7. トランシー
  - CD3: 9  - 14
8. その他
  - CD3: 15

## 収録曲
特記以外　全作詞：遠藤遼一　全編曲：SOFT BALLET

### CD 1
1. BODY TO BODY
  - 作曲：森岡賢
2. TWIST OF LOVE (Original Version)
  - 作曲：森岡賢
3. NO PLEASURE
  - 作曲：藤井麻輝
4. SPINDLE
  - 作曲：藤井麻輝
5. BACK LASH
  - 作曲：藤井麻輝
6. OPTIMAL PERSONA
  - 作曲：藤井麻輝
7. BLOOD
  - 作曲：藤井麻輝
8. ESCAPE -2nd Mix
  - 作曲：藤井麻輝
9. PRIVATE PRIDE
  - 作曲：森岡賢
10. EGO DANCE (Single Version)
  - 作曲：森岡賢
11. FINAL (Album Version)
  - 作曲：森岡賢
12. PHOENIX
  - 作曲・編曲：森岡賢・藤井麻輝
13. VIRTUAL WAR (Remix)
  - 作曲：藤井麻輝
14. ESCAPE -Rebuild
  - 作曲：藤井麻輝
15. THRESHOLD (White-Mix)
  - 作曲：藤井麻輝
16. JAIL OF FREEDOM
  - 作詞：遠藤遼一・藤井麻輝
  - 作曲・編曲：藤井麻輝・森岡賢
17. ENGAGING UNIVERSE (Single Version)
  - 作曲：森岡賢

### CD 2
1. VIRTUAL WAR
  - 作曲：藤井麻輝
2. MUCH OF MADNESS, MORE OF SIN
  - 作詞：藤井麻輝・幸田志保
  - 作曲・編曲：藤井麻輝
3. PILED HIGHER DEEPER
  - 作曲：藤井麻輝
4. U
  - 作詞・作曲・編曲：藤井麻輝
5. THRESHOLD (Yellow-Mix)
  - 作曲：藤井麻輝
6. BLACK ICE
  - 作曲：藤井麻輝
7. SAND LÖWE (Beat Mix)
  - 作曲：藤井麻輝
8. PERFECTION
  - 作曲：森岡賢
  - 編曲：森岡賢・藤井麻輝
9. EXIST
  - 作曲：森岡賢
10. L-MESS
  - 作曲：藤井麻輝
11. TEXTURE
  - 作詞・作曲：藤井麻輝
12. AMERICA
  - 作曲：森岡賢
13. BIRD TIME
  - 作詞・作曲：SOFT BALLET
14. YOU (Single Version)
  - 作曲：森岡賢
  - 編曲：藤井麻輝
15. ROMAN
  - 作詞：遠藤遼一・藤井麻輝
  - 作曲：森岡賢
  - 編曲：藤井麻輝・森岡賢
16. LAST SONG
  - 作詞・作曲：森岡賢
  - 編曲：森岡賢・藤井麻輝

### CD3
1. MERCHENDIVER (Single Version)
  - 作詞・作曲：SOFT BALLET
2. PARADE
  - 作曲：森岡賢
3. FAIRY TALE
  - 作曲：森岡賢
4. AFTER IMAGES
  - 作曲：森岡賢
5. FLOW
  - 作曲：遠藤遼一
  - 編曲：遠藤遼一・藤井麻輝
6. CONSCIOUSNESS
  - 作曲：森岡賢 編曲：SOFT BALLET
7. BRILLIANT FAULT AND SKY WAS BLUE
  - 作詞：森岡賢・高木延子
  - 作曲・編曲：森岡賢
8. TUESDAY
  - 作詞・作曲：SOFT BALLET
9. WHITE SHAMAN
  - 作曲：森岡賢
10. PASSING MOUNTAIN (New Recording '95)
  - 作曲：森岡賢
11. Ascent - die a peaceful death
  - 作詞・作曲：SOFT BALLET
12. Realize
  - 作詞・作曲：SOFT BALLET
13. SMASHING THE SUN
  - 作詞・作曲：SOFT BALLET
14. BRIGHT MY WAY
  - 作詞・作曲：SOFT BALLET
15. PEACEFUL DAY
  - 作詞・作曲：SOFT BALLET

### CD4
1. TOKIO BANG! (DEMO)  ＊初商品化
  - 作詞・作曲：SOFT BALLET
2. 仮題：血管 (MILLION MIRRORS) ＊初商品化
  - 作曲：遠藤遼一

### Blu-ray -Music Videos-
1. BODY TO BODY
  - 作曲：森岡賢
2. WITH YOU
  - 作曲：森岡賢
3. PASSING MOUNTAIN
  - 作曲：森岡賢
4. SPINDLE
  - 作曲：藤井麻輝
5. TWIST OF LOVE
  - 作曲：森岡賢
6. ESCAPE -Rebuild
  - 作曲：藤井麻輝
7. EGO DANCE
  - 作曲：森岡賢
8. FINAL -Remix
  - 作曲：森岡賢
9. ENGAGING UNIVERSE
  - 作曲：森岡賢
10. WHITE SHAMAN
  - 作曲：森岡賢
11. WHITE SHAMAN 9inch ver.
  - 作曲：森岡賢
12. PILED HIGHER DEEPER
  - 作曲：藤井麻輝
13. YOU
  - 作曲：森岡賢
  - 編曲：藤井麻輝
14. MERCHENDIVER
  - 作詞・作曲：SOFT BALLET
15. BRIGHT MY WAY
  - 作詞・作曲：SOFT BALLET
16. SMASHING THE SUN
  - 作詞・作曲：SOFT BALLET